# Xin Zhui
 (janvier 2014).
Si vous disposez d'ouvrages ou d'articles de référence ou si vous connaissez des sites web de qualité traitant du thème abordé ici, merci de compléter l'article en donnant les références utiles à sa vérifiabilité et en les liant à la section « Notes et références ».
Dans ce nom, le nom de famille, Xin, précède le nom personnel.
Xin Zhui (chinois : 辛追 ; morte en 163 avant notre ère), également connue sous le nom de madame Dai ou marquise de Dai, était une noble chinoise, épouse de Li Cang (利 苍), le marquis de Dai, au cours de la dynastie des Han (de -206 à 220 apr. J.-C.). Elle a acquis une renommée plus de 2 000 ans après sa mort, quand son tombeau a été découvert à l'intérieur d'une colline appelée Mawangdui, Changsha, Hunan, en Chine. Des travailleurs ont découvert, dans son tombeau, ses restes exceptionnellement préservés aux côtés des centaines d'objets et de documents de valeur. Son corps et ses biens sont actuellement sous la garde du musée provincial du Hunan, qui a permis des expositions internationales occasionnelles,.

## Mode de vie
Xin Zhui aurait eu un style de vie extravagant. Elle aimait avoir ses propres musiciens pour se divertir. Elle les faisait jouer pour des fêtes aussi bien que pour elle-même. En tant que noble, Xin Zhui a également eu accès à la nourriture de la cour impériale, y compris divers types de viandes, réservés pour la famille royale et les membres de la classe dirigeante. Une grande partie de ses vêtements étaient faits de soie et d'autres textiles précieux, on suppose qu'elle possédait aussi toute une gamme de produits cosmétiques,.

## Dernières années
En vieillissant, Xin Zhui aurait souffert d'un certain nombre de maux la menant à sa mort. Elle a également été victime d'une thrombose coronaire et d'artériosclérose, maladies liées à son poids excessif acquis en raison d'un mode de vie sédentaire . Un problème vertébral aurait aussi contribué à une diminution de son activité physique. Elle aurait également souffert de calculs biliaires, dont certains logés dans son canal biliaire, détériorant encore plus son état de santé.
Après avoir survécu à son mari et peut-être à son fils, Xin Zhui meurt vers l'âge de 50 ans en 163 av. J.-C., Elle serait décédée d'une crise cardiaque, provoquée par des années de mauvaise santé. Elle a été enterrée dans un immense tombeau à Mawangdui, à Changsha, avec plus de 1 000 articles allant de récipients divers pour les boissons et la nourriture, aux vêtements et tapisseries de soie, ou encore à des figurines de musiciens et de pleureuses.

## Tombeau

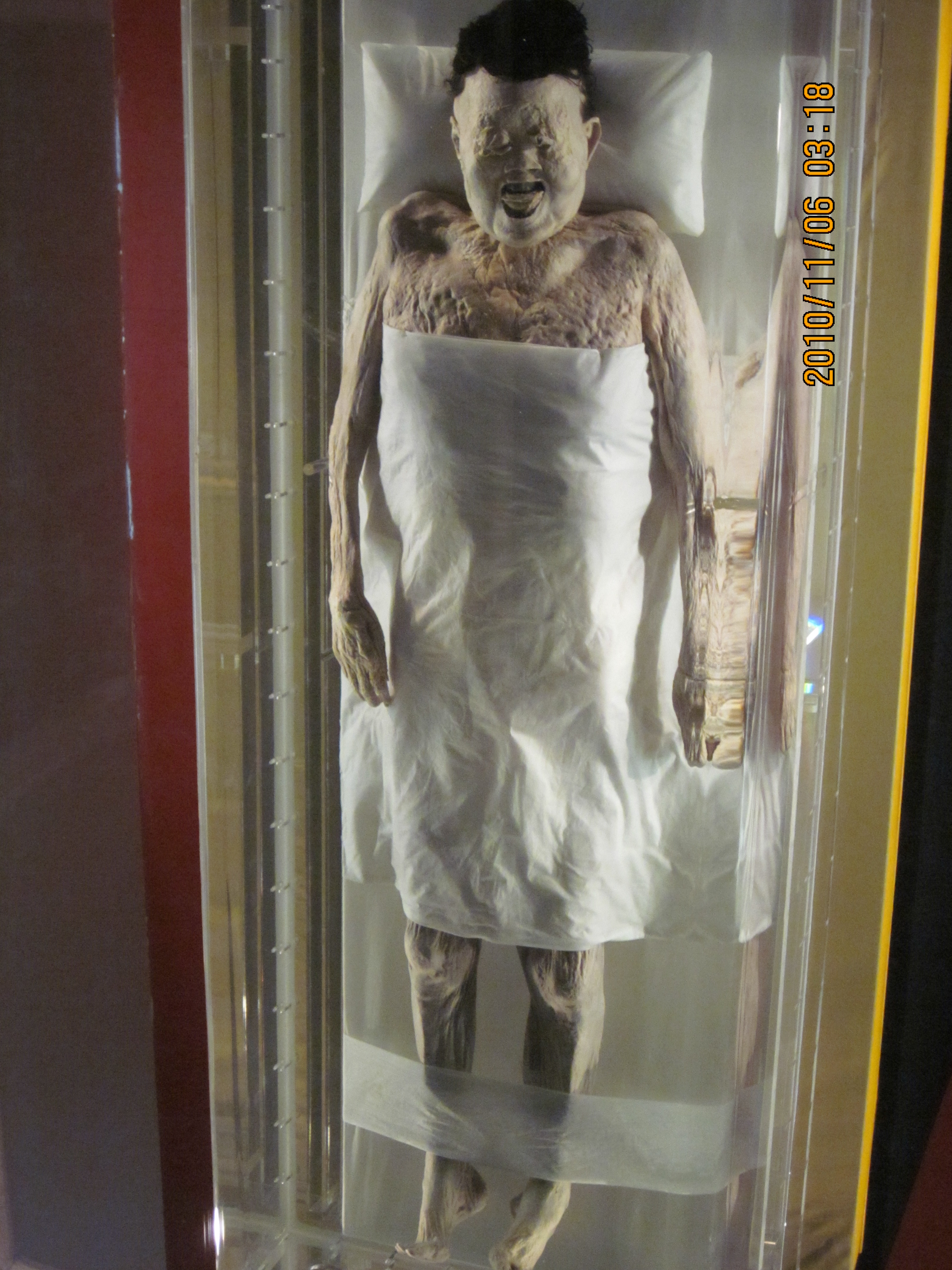
Momie de Xin Zhui.

### Découverte
En 1971, les travailleurs qui creusaient un abri anti-aérien pour un hôpital près de Changsha ont déterré la tombe de Xin Zhui, ainsi que celles de son mari et d'un jeune homme, considéré comme leur fils. Les archéologues ont commencé une grande excavation du site à partir de janvier 1972. Le corps de Xin Zhui a été trouvé dans trois cercueils de pin rectangulaires imbriqués, qui ont été enterrés sous des couches de charbon de bois et d'argile blanche. Le cadavre était enveloppé dans une vingtaine de couches de tissus et a été immergé dans un fluide de couleur rouge dont le contenu n'est pas entièrement connu. On sait cependant que ce fluide contenait du mercure en grande quantité, considéré à l'époque et encore aujourd'hui comme un élixir de longue vie.
Le corps de Xin Zhui a été remarquablement conservé. Sa peau était souple et hydratée, avec des muscles qui permettaient encore la flexion des bras et des jambes au niveau des articulations. Cette préservation a permis aux médecins de l'Institut de médecine provincial du Hunan de pratiquer une autopsie le 14 décembre 1972. La majorité des informations sur Xin Zhui et son mode de vie est tirée de cette autopsie.

### Portée de la découverte
Le corps et le tombeau de Xin Zhui sont considérés comme l'une des plus importantes découvertes archéologiques du XXe siècle. En plus d'avoir les restes d'un humain de près de 21 siècles les mieux préservés jamais découverts en Chine, le contenu de la tombe de Xin Zhui a révélé une quantité incroyable d'informations sur la vie de la dynastie des Han, dont peu d'informations étaient alors connues. La découverte a contribué à faire avancer les domaines de l'archéologie et des sciences au XXIe siècle, en particulier dans le domaine de la préservation des restes humains anciens. Les scientifiques ont, en 2003, mis au point un « composé secret » qui a été injecté dans les vaisseaux sanguins de la momie pour en assurer sa conservation. La recherche au musée provincial du Hunan continue dans un effort de conservation parfaite de corps, en utilisant Xin Zhui comme le principal candidat pour de telles procédures.